# Йоан XIV
Папа Йоан XIV (на латински: Ioannes.PP.XIV), роден Пиетро Канепанова (на италиански: Pietro Canepanova) е канцлер на император Отон II, по-късно и папа, 136-ия поред папа в Традиционното броене. Скоро след завръщането на антипапа Бонифаций VII е арестуван и затворен от него в Двореца Сан Анджело, където и умира или от отравяне, или от глад.